# Mieczysław Jałowiecki
Mieczysław Jałowiecki, znany również jako Bożeniec-Jałowiecki, Perejasławski-Jałowiecki, Major Macdonald-Jałowiecki (ur. 2 grudnia 1876 w majątku Syłgudyszki na Auksztocie, zm. 10 marca 1962 w Beckenham) – polski ziemianin, herbu własnego, agronom, dyplomata, delegat Rządu Polskiego w Gdańsku (1919–1920).

## Życiorys

### Rodzina
Syn Bolesława Jałowieckiego, ziemianina, przedsiębiorcy, posła do rosyjskiej Pierwszej Dumy, i Anieli z Witkiewiczów (najmłodszej siostry Stanisława Witkiewicza, rodzonej ciotki Witkacego).
Józef Piłsudski był ciotecznym bratem jego matki, podobnie prezydent II Rzeczypospolitej Gabriel Narutowicz.
Przodkowie Mieczysława Jałowieckiego na przełomie XVII i XVIII wieku dziedziczyli w okolicy szlacheckiej Butkuny alias Pelisze w powiecie wiłkomierskim w województwie wileńskim. W 1787 r. prapradziad – Felicjan Jałowiecki, chorąży wojsk Wielkiego Księstwa Litewskiego, otrzymał w dożywocie od biskupa Ignacego Massalskiego dobra Widziszki z zaściankami w kluczu kukuciskim w dobrach biskupstwa wileńskiego w powiecie wiłkomierskim. Pradziad Antoni Onufry zdołał nie tylko przejąć na własność te majątki, ale również dokupić sąsiednie dobra kościelne, w tym Syłguduszki.
Jałowieccy skutecznie potwierdzili swe prawa szlacheckie, wpierw przed deputacją szlachecką guberni litewsko-wileńskiej w latach 1805, 1817, 1828 i 1834, a następnie zostali zatwierdzeni przez Heroldię w St. Petersburgu w 1842 r. Uzyskali wówczas potwierdzenie przydomku Bożeniec i herbu Jełowicki jako litewska gałąź wołyńskiego rodu Bożeniec-Jełowickich. Zaznaczyć należy, iż związku pomiędzy wiłkomierskimi Jałowieckimi a wołyńskimi Jełowickimi nie udało się jednak dotąd wykazać za pomocą dokumentów archiwalnych.

### Nauka i studia
Początkowo edukowany był przez domowych nauczycieli. Następnie, od 1885, uczęszczał do szkoły angielskiej, którą zorganizowała dla swoich dzieci kolonia brytyjska w Petersburgu. W 1887 został przyjęty do Liceum Aleksandrowskiego w Petersburgu (ros. Царскосельский лице́й / Императорский Александровский лицей), na wydział konsularno-ekonomiczny. Szkołę tę (do której uczęszczał m.in. Aleksandr Puszkin) ukończył z odznaczeniem, uzyskując dyplom kandydata nauk ekonomicznych.
Od 1896 studiował na Politechnice w Rydze na wydziale chemicznym i agronomicznym. Uczelnię ukończył z odznaczeniem, uzyskując dyplom agronoma. Podczas studiów został przyjęty do polskiej korporacji akademickiej Arkonia. W 1898 odbył półroczną służbę wojskową w Pułku Konnych Grenadierów Gwardii, którą zakończył egzaminem na stopień chorążego. Roczną praktykę zawodową odbył na farmie rolniczej Peterhof pod Rygą, a następnie w Niemczech, u Conrada von Wangenheima w majątku Klein Spiegel (Poźrzadło) na Pomorzu Szczecińskim. Dalsze studia kontynuował na Uniwersytecie w Halle (Saale), a następnie Uniwersytecie w Bonn, gdzie przez kilkanaście miesięcy przygotowywał pracę doktorską z uprawy i melioracji torfów.

### Praca zawodowa i społeczna
W okresie 1901–1902 pracował jako attaché rolniczy przy ambasadzie Rosji w Berlinie. Następnie (1903–1918) był m.in. radcą Ministerstwa Rolnictwa w Petersburgu, konsulem do spraw rolnictwa Rosji w Niemczech, dyrektorem Towarzystwa Akcyjnego Północnego Rosyjskiego Handlu Zewnętrznego, dyrektorem Towarzystwa Rosyjsko-Bałtyckiego, członkiem Wileńskiego Banku Ziemskiego, członkiem Rady Rosyjsko-Angielskiej Izby Handlowej, członkiem Wydziału Żeglugi Morskiej Centralnego Komitetu Przemysłowego w Petersburgu, marszałkiem szlachty powiatu święciańskiego. W czasie I wojny światowej zwolniony z czynnej służby wojskowej, został jednak powołany do służby jako urzędnik cywilny. Służbę w sztabie generalnym Rosji zakończył w randze pułkownika służby sztabowej cywilnej.

### II Rzeczpospolita
Na początku stycznia 1919 został mianowany przez Antoniego Minkiewicza, ministra w rządzie Ignacego Paderewskiego, na stanowisko generalnego delegata Ministerstwa Aprowizacji na miasto Gdańsk. Jego głównym zadaniem było przyjmowanie statków w porcie gdańskim, które dostarczały pomoc żywnościową ze Stanów Zjednoczonych, w ramach akcji zorganizowanej przez Herberta Hoovera, oraz pilnowanie, aby trafiła ona do Polski. Nieoficjalnie przekazywał informacje polskiemu rządowi o sytuacji politycznej i gospodarczej w Gdańsku, które były bardzo pomocne podczas konferencji pokojowej w Paryżu.
Przy wsparciu rządu, za obietnicę odkupienia przez państwo, zaciągnął kredyt i osobiście wykupił na terenie miasta wiele nieruchomości np. składy przy Dworcu Wiślanym. Dzięki działaniom Jałowieckiego liczne tereny i magazyny w różnych częściach gdańskiego portu (m.in. dawny dom kuracyjny oraz kilka pensjonatów na terenie półwyspu Westerplatte) zostały wykupione przez Polaków i spółki z polskim kapitałem. Tereny pozyskane w ramach tych działań na terenie Westerplatte weszły później w skład Wojskowej Składnicy Tranzytowej (Westerplatte). W dalszych działaniach, dążył do uniezależnienia się od niemieckich firm transport towarów barkami po Wiśle do Torunia, nabywając siedem holowników.
Po utworzeniu Wolnego Miasta Gdańsk, zorganizował biuro paszportowe wydające wizy do Polski. Następnie po powołaniu Komisariatu Generalnego Rzeczypospolitej, Jałowiecki został zastępcą komisarza generalnego.
Podczas swojej misji na Pomorzu, wspierał polską działalność plebiscytowej na Warmii i Mazurach, głównie współpracując ze Stanisławem Sierakowskim (polskim komisarzem plebiscytowym). Ponadto 10 lutego 1920 r. był świadkiem zaślubin Polski z morzem. W tym samym roku zakończył swą działalność w Gdańsku, otrzymując przy tym nominację na członka Komisji do Spraw Gdańskich przy Delegacji Polskiej na konferencję pokojową w Paryżu.
Był również właścicielem ziemskim w majątkach Syłgudyszki i Otulany na Litwie oraz, w okresie międzywojennym, w majątku Kamień w Wielkopolsce, którym zarządzał od 1923 do wybuchy II wojny światowej.
2 maja 1924 r. odznaczony Krzyżem Komandorskim Orderu Odrodzenia Polski, a 24 grudnia 1936 r. Złotym Krzyżem Zasługi.
Po wybuchu II wojny światowej wyemigrował do Szkocji, gdzie działał jako polityk i działacz społeczny na emigracji. Tam utrzymywał kontakt m.in. z gen. Władysławem Andersem, czy gen. Stanisławem Kopańskim. Jałowiecki zaangażował się w działalność Stowarzyszenia Techników Polskich w Wielkiej Brytanii.

W Szkocji zaczął używać nazwiska Major Macdonald-Jałowiecki. W lokalnych mediach przypominał o wielowiekowych związkach i dobrych relacjach pomiędzy Polską a Szkocją (państwowych i rodzinnych), uzasadniając tym potrzebę tworzenia i utrzymywania polskich jednostek wojskowych na tymże terenie. Powoływał się przy tym na własne korzenie szkockie – po kądzieli wywodził się z klanu Davidsonów, którego jedna gałąź osiadła w powiecie brasławskim. W latach 1944–1948 jako Major Macdonald-Jałowiecki wydał drukiem cztery publikacje, w których prezentował dobry wizerunek Polski wśród obywateli Wysp Brytyjskich oraz dawał porady Polakom podejmującym pracę w rolnictwie na terenie Szkocji. 

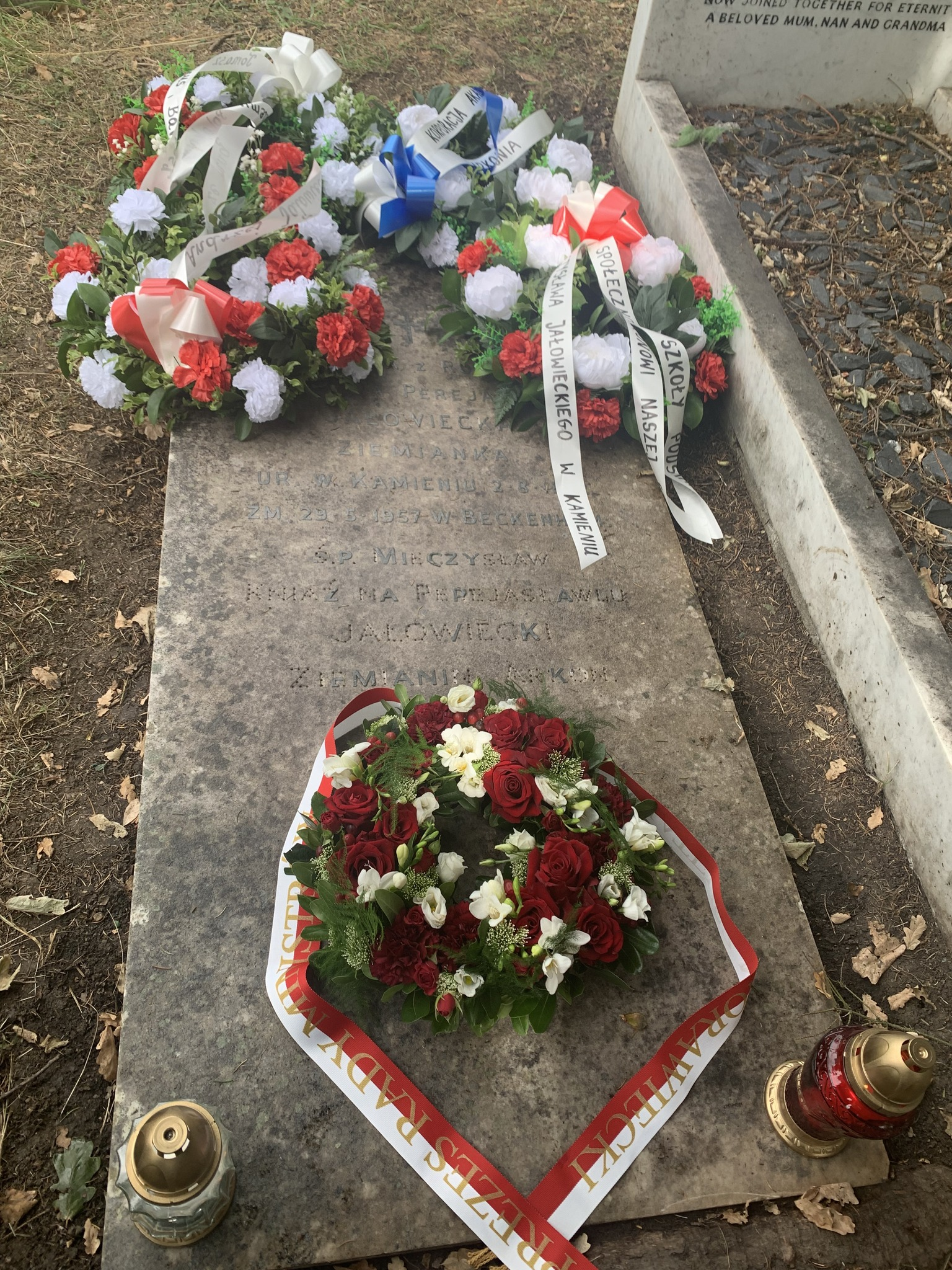
Pierwotny grób Mieczysława Jałowieckiego na cmentarzu w Beckenham pod Londynem.

Zmarł 10 marca 1962 r. w Beckenham pod Londynem, gdzie został pochowany.

### Sprowadzenie szczątków do Polski

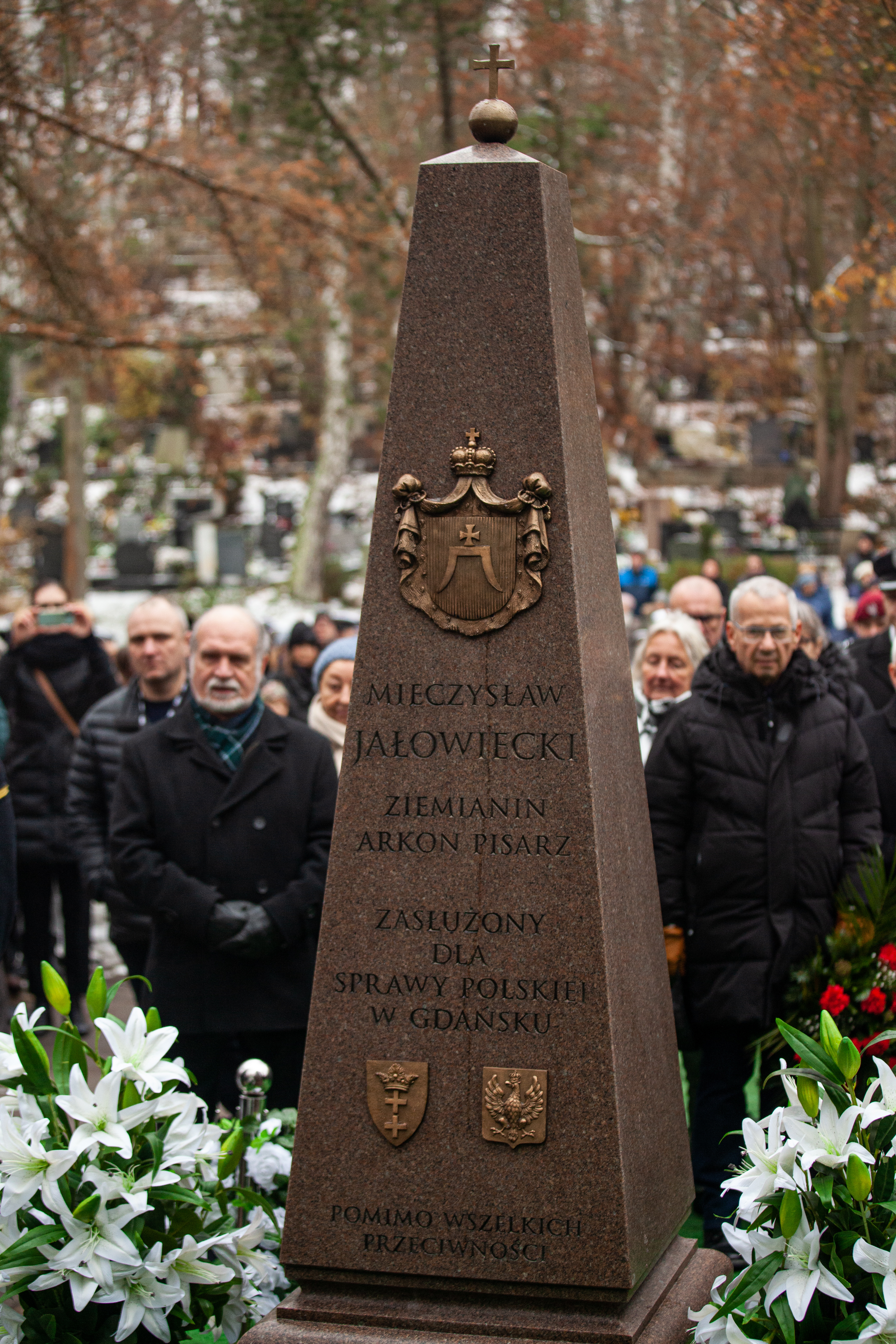
Pomnik nagrobny Mieczysława i Zofii Jałowieckich w Alei Zasłużonych na Cmentarzu Centralnym Srebrzysko w Gdańsku.

Z inicjatywy rodziny wspartej przez premiera Mateusza Morawieckiego szczątki Mieczysława i jego żony Zofii Anieli (z d. Romocka) zostały sprowadzone do Polski. Zapomniany grób małżonków został odnaleziony przez Fundację Polskie Miejsca Pamięci na londyńskim Elmers End Cemetery w Beckenham. Dzięki Muzeum II Wojny Światowej szczątki małżeństwa zostały przewiezione do Gdańska. Ich trumny 30 listopada 2022 r. wystawiono w krypcie czaszek w Bazylice św. Brygidy. Uroczystości pogrzebowe, w których wzięła udział rodzina, władze państwowe oraz licznie zgromadzeni mieszkańcy, odbyły się 5 grudnia tegoż roku. Małżeństwo spoczęło w nowym grobie w Alei Zasłużonych na Cmentarzu Centralnym Srebrzysko w Gdańsku.

## Życie prywatne
Był dwukrotnie żonaty. Pierwszą była Julia Elżbieta Anna z Wańkowiczów, którą poślubił 30 czerwca 1910 r. Z tego związku urodziło się dwoje dzieci: Andrzej (1911–1943), zamordowany w nazistowskim obozie w Majdanku, oraz córka Krystyna Maria Trumpy (1913–2007), która w 1964 przekazała dokumentację po ojcu do archiwum Hoover Institution-Stanford University w Kalifornii. Następną małżonką była Zofia Aniela z domu Romocka (1892–1957).
Jałowiecki był uzdolniony artystycznie jako malarz. Jego prace przedstawiały głównie polskie dwory, pałace oraz inne zabytki. W 1950 r. odbyła się wystawa z jego twórczością w Instytucie Sikorskiego w Londynie.
Ponadto autor wspomnień o swojej pracy w dyplomacji II RP oraz o dziejach ziemiaństwa polskiego. Twórca licznych prac na temat gospodarki rolnej.
Poliglota; znał w mowie i piśmie oprócz ojczystego język rosyjski, angielski, francuski, niemiecki, litewski i słabiej szwedzki.

## Twórczość
- Some Facts about Poland by Major Macdonald Jałowiecki, Londyn 1944, Free Europe, s. 20, seria: Free Europe Pamphlet No 6.
- Ameryka Południowa bez Brazylii, Londyn 1946.
- Afryka Południowa. Warunki życia i pracy, oprac. Londyn 1946, nakł. Oddział Szkolnictwa Zawodowego Sztabu Głównego, s. 116.
- Uprawa szczegółowa roślin gospodarskich, Londyn 1946, nakł. Oddział Szkolnictwa Zawodowego Sztabu Głównego s.191.
- Przewodnik rolniczy angielsko-polski w sześciu częściach, Londyn 1946, Ministerstwo Wyznań Religijnych i Oświecenia Publicznego, s. 2206. Maszynopis powielany, tekst także w języku angielskim.
- Dawne Wilno i ludzie zapomniani, Londyn 1955, Wydawnictwo Klubu Londyńskiego Społeczności Akademickiej Uniwersytetu Stefana Batorego, s. 16.
- Wizerunki dworów polskich, wyd. na emigracji. Zbiór 1500 akwarel autorstwa Mieczysława Jałowieckiego.
- Wspomnienia, raporty i sprawozdania z Gdańska (1919–1920) wstęp i opracowanie Zbigniewa Machalińskiego, Gdańsk „Marpress” 1995.
- Na skraju imperium, Warszawa Czytelnik 2000, wybór i układ tekstu Michał Jałowiecki.
- Gaudeamus. Szkice z lat minionych, Warszawa 2002, Biblioteka Arkonii.
- Wolne Miasto, Warszawa Czytelnik 2002, wybór i układ tekstu Michał Jałowiecki.
- Requiem dla ziemiaństwa, Warszawa Czytelnik 2003, wybór i układ tekstu Michał Jałowiecki.
- Na skraju Imperium i inne wspomnienia, Spółdzielnia Wydawnicza Czytelnik, Warszawa, 2014, wybór i układ tekstu Michał Jałowiecki; (tom zawiera pozycje uprzednio wydane: Na skraju imperium, Wolne Miasto, Requiem dla ziemiaństwa)[16].

## Upamiętnienie
- W lutym 2015 r. Rada Miasta Gdańska nadała imię Mieczysława Jałowieckiego rondu znajdującemu się w dzielnicy Chełm[17].
- 11 września 2021 r. imię M. Jałowieckiego nadano Szkole Podstawowej w Kamieniu koło Kalisza[18].
- 30 listopada 2022 r. szczątki Mieczysława i jego żony Zofii Anieli (z d. Romockiej) zostały sprowadzone do Polski.
- 5 grudnia 2022 r. małżeństwo spoczęło w nowym grobie w Alei Zasłużonych na Cmentarzu Centralnym Srebrzysko w Gdańsku. Tego dnia imię M. Jałowieckiego nadano również Liceum Ogólnokształcącemu Spartakus w Gdańsku[19][20].
- 5 grudnia 2023 został patronem Dworca Głównego PKP w Gdańsku[21]. Tablica upamiętniająca Mieczysława Jałowieckiego na dworcu PKP Gdańsk Główny.

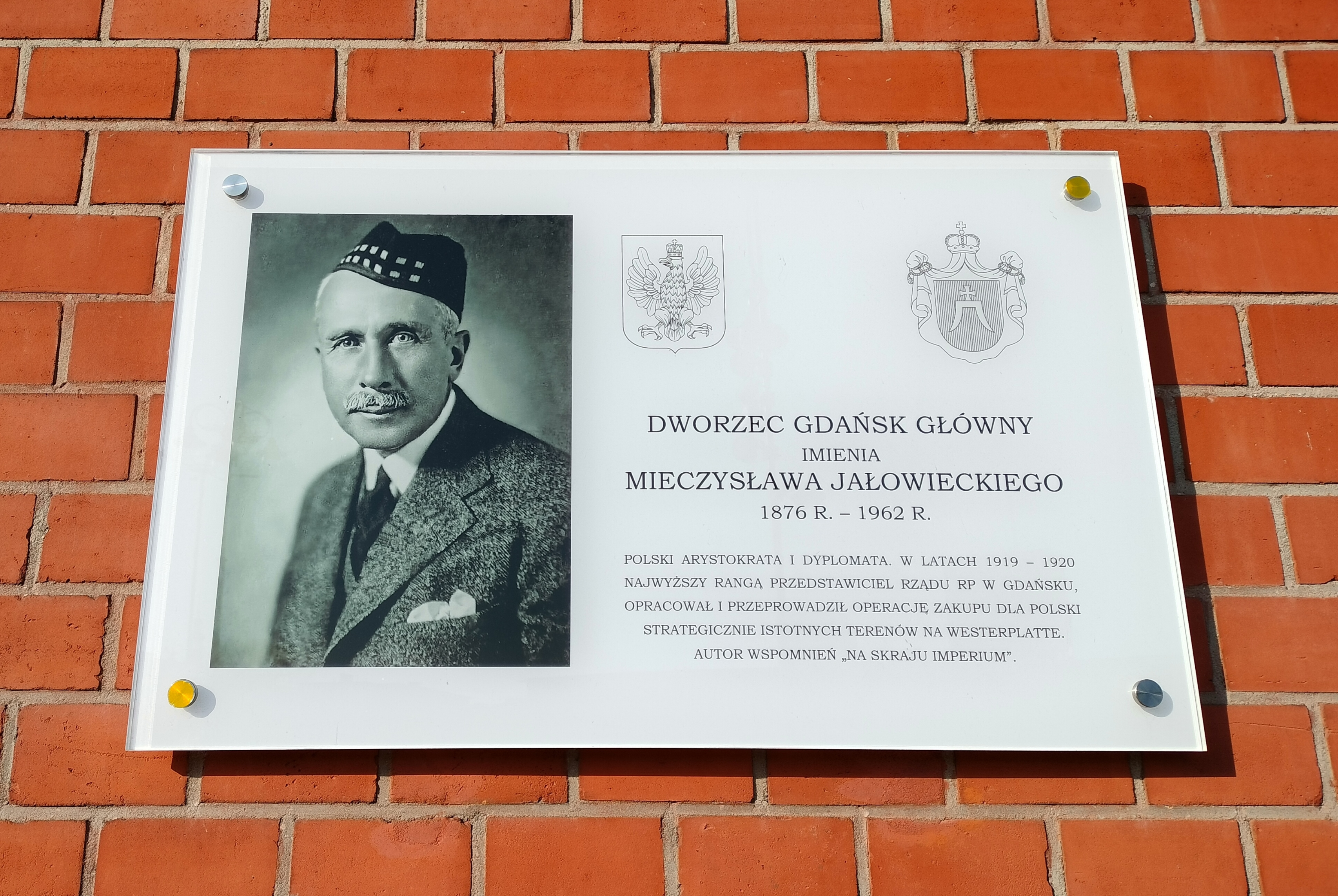
Tablica upamiętniająca Mieczysława Jałowieckiego na dworcu PKP Gdańsk Główny.